# Paul McCartney Archive Collection
Die Paul McCartney Archive Collection ist ein laufendes Projekt, das am 1. November 2010 mit Band on the Run begonnen wurde, um Paul McCartneys Solo-Katalog, einschließlich der Alben, die er mit der Band Wings veröffentlichte, neu aufzulegen. Seit Beginn des Projektes sind dreizehn Alben (sieben Soloalben und sechs Wings Alben) wiederveröffentlicht worden. Die Archive Collection wird von McCartney als ausführenden Produzenten persönlich betreut und das Remastering wird in den Abbey Road Studios durchgeführt.
Die Alben erscheinen in verschiedenen Editionen. Bis zum Album Wings over America erschienen die Alben jeweils als:
- Standard Edition
- Special Edition
- Deluxe Edition
- Vinyl Edition

Auf die Veröffentlichung der Standard Edition wurde ab dem Album Venus and Mars verzichtet.
Die Special Editionen enthalten (mit der Ausnahme des Albums Ram) eine CD mit dem remasterten Originalalbum und eine weitere CD mit Bonustracks. Im Falle des Albums Ram war auch eine DVD beigelegt. Gekennzeichnet sind die Cover durch einen hellen Streifen mit der Aufschrift „Paul McCartney Archive Collection“ auf der linken Seite und einer Kopie von McCartneys Unterschrift. Verpackt sind die Special Editionen in einem dreiteiligen Digipak mit zwei CD-Trays. Die Booklets umfassen bis zu 24 Seiten.
Die Vinyl Editionen sind optisch ebenfalls durch einen hellen Streifen auf der linken Seite des Albumcovers mit der Aufschrift „Paul McCartney Archive Collection“ und einer Kopie von McCartneys Unterschrift gekennzeichnet, außerdem wurde ein anderes Label als bei den Originalveröffentlichungen verwendet. Auf der zweiten LP befinden sich die Bonustracks. Ab der Archive Collection Ausgabe von Flowers in the Dirt wurde das Bonusmaterial so umfangreich, dass es nur noch teilweise auf der Vinyl Edition veröffentlicht wurde.
Die Deluxe-Editionen beinhalten immer ein Buch mit seltenen Bildern und Hintergrundinformationen zur Entstehung des jeweiligen Albums. Darüber hinaus werden – seit der Wiederveröffentlichung des Albums Ram – den Deluxe-Box-Editionen Reproduktionen von Textblättern, Eintrittskarten, seltenen Fotos und Weiteres beigelegt. Einige der Wiederveröffentlichungen im Rahmen der Archive Collection sind als sogenannte Super-Deluxe-Editionen erschienen.
| Nr. | Albumtitel                  | Datum             | Wiederveröffentlung | Standard Edition | Special Edition | Deluxe Edition      | Vinyl Edition | Super Deluxe Edition          | exklusiver Downloadinhalt                 | Erläuterungen                                                          |
| --- | --------------------------- | ----------------- | ------------------- | ---------------- | --------------- | ------------------- | ------------- | ----------------------------- | ----------------------------------------- | ---------------------------------------------------------------------- |
| 1   | Band on the Run             | 5. Dezember 1973  | 1. November 2010    | 1 CD             | 2 CD / 1 DVD    | 3 CD / 1 DVD        | 2 LP          | nein                          | ja, Download nur mit DL-Code              |                                                                        |
| 2   | McCartney                   | 17. April 1970    | 13. Juni 2011       | 1 CD             | 2 CD            | 2 CD / 1 DVD        | 2 LP          | nein                          | nein                                      |                                                                        |
| 3   | McCartney II                | 16. Mai 1980      | 13. Juni 2011       | 1 CD             | 2 CD            | 3 CD / 1 DVD        | 2 LP          | nein                          | nein                                      |                                                                        |
| 4   | Ram                         | 17. Mai 1971      | 21. Mai 2012        | 1 CD             | 2 CD            | 2 CD / 1 DVD        | 2 LP          | nein                          | ja, Download nur mit DL-Code              |                                                                        |
| 5   | Wings over America          | 10. Dezember 1976 | 27. Mai 2013        | 2 CD             | nein            | 3 CD / 1 DVD        | 3 LP          | nein                          | nein                                      |                                                                        |
| 6   | Venus and Mars              | 27. Mai 1975      | 23. September 2014  | nein             | 2 CD            | 2 CD / 1 DVD        | 2 LP          | nein                          | ja, freier Download                       |                                                                        |
| 7   | Wings at the Speed of Sound | 25. März 1976     | 23. September 2014  | nein             | 2 CD            | 3 CD / 1 DVD        | 2 LP          | nein                          | ja, freier Download                       |                                                                        |
| 8   | Tug of War                  | 26. April 1982    | 2. Oktober 2015     | nein             | 2 CD            | 3 CD / 1 DVD        | 2 LP          | ja                            | ja, freier Download                       | Super Deluxe Edition in Arylglasschuber                                |
| 9   | Pipes of Peace              | 17. Oktober 1983  | 2. Oktober 2015     | nein             | 2 CD            | 2 CD / 1 DVD        | 2 LP          | nein                          | ja, freier Download                       |                                                                        |
| 10  | Flowers in the Dirt *       | 5. Juni 1989      | 24. März 2017       | nein             | 2 CD            | 3 CD / 1 DVD        | 2 LP          | nein                          | ja, freier Download und mit Download Code |                                                                        |
| 11  | Wild Life                   | 7. Dezember 1971  | 7. Dezember 2018    | nein             | 2 CD            | 2 CD / 1 DVD        | 2 LP          | ja                            | ja, freier Download                       |                                                                        |
| 12  | Red Rose Speedway           | 30. April 1973    | 7. Dezember 2018    | nein             | 2 CD            | 3 CD / 2 DVD / 1 BD | 2 LP          | ja                            | ja, freier Download                       |                                                                        |
|     | Wings 1971–1973             |                   | 7. Dezember 2018    | nein             | nein            | nein                | nein          | 7 CD / 6 DVD / 1 BD           | nein                                      | Wild Life und Red Rose Speedway in einer Box plus CD Wings over Europe |
| 13  | Flaming Pie                 | 5. Mai 1997       | 31. Juli 2020       | nein             | 2 CD            | 5 CD / 2 DVD        | 2 LP          | 4 LP / 5 CD / 2 DVD plus Buch | ja, freier Download und mit Download Code |                                                                        |